# Кучина (риба)
Кучина или атлантска псина (Lamna nasus) је ајкула из реда Lamniformes и породице Lamnidae. Настањује хладне и умерено топле морске воде Атлантског океана и јужне хемисфере. У северном делу Тихог океана његов еквивалент је уско повезан са врстом морског пса L. ditropis. Кучине обично достижу дужину од 2,5 м и тежину до 135 килограма. Ова врста у северном делу Атлантског океана расте више од оних из јужне хемисфере и разликују се по боји и станишту. Горњи део тела им је сив, а доњи бео, имају шиљату њушку, уски реп, велика петокрална и леђна пераја, ситну карлицу, друго леђно пераје и каудално пераје у облику полумесеца. Оно што кучине издваја од других примерака своје породице су троугласти зуби и бела мрља на леђној основи првог пераја. Углавном лови кошљорибе и главоношце у целом воденом стубу, укључујући и дно. Најчешће је близу обала где лови, а повремено и у отвореном океану на дубинама до 1.360 м. Такође, кучина спроводи сезонске мигранције на веће удаљености, углавном између плиће и дубоке воде. Кучина је врло брза и активна са физиолошким адаптацијама које јој омогућавају да одржава телесну температуру другачију од воде у којој се налази. Када лови доста је похлепна, а често усамљена. Ова ајкула је доста живахна и развија ембрионе који се задржавају материци, женке обично носе четири младунца сваке године.
Само неколико напада на људе приписано је кучини. Рекреативни риболовци је често лове и истичу да је њено месо доста укусно, а пераје цењено, што је довело до дуге историје лова на ову врсту. Међутим, ова врста не може издржати висок риболовни притисак због ниске репродуктивне способности. Директни комерцијални риболов довео је до значајног пада ове врсте у источном делу Атлантика педесетих година 20. века као и на западном шездесетих година. Међународна унија за очување природе оценила је да је ова врста рањива у читавом свету и угрожена или критично угрожена у различитим северним деловима које настањује.

## Таксономија и еволуција
Етимологија назива ове врсте на енглеском језику porbeagle није нарочито јасна. Друга реч означава пастира. Оксфордски речник енглеског језика истиче да је реч била позајмљена из корнишког језика. Речник такође истие да не постоје докази о вези са француским језиком. Први научни опис за ову врсту написао је француски природњак Питер Јозеф у енциклопедији из 1788. године, а зановао га је на студију велшког прироњака Томаса Петана из 1769. године. Године 1816. француски природњак Жорж Кивје класификовао је ову врсту у подрод Lamna која је касније уздигнута у ранг пуног рода.
Неколико филогенетских студија заснованих на морфологији и ДНК секвенцама, утврдиле су однос између ове врсте и врсте L. ditropis. Фосилни остаци ове врсте пронађени су и датирају из периода касног миоцена у Белгији и Холандији, Шпанији и Чилеу. Зуби рода Lamna пронађени су и на формацији Ла Месет на острву Сејмор у Атлантском океану.

## Распрострањеност и станиште
Кучина не настањује тропске пределе. На северном делу Атлантског океана она настањује воде од Гранд Банка, Њуфаундланда, од Канаде, преко јужног Гренланда до Скандинавије и Русије. Јужна граница ове рибе је од Њу Џерзија и Бермуда преко Азоија и Мадеире до Марока. Такође настањује воде Средоземног мора, али не и Црног мора. Североатлантске кичине обично пливају само ка југу на подручја као што су Јужна Каролина и Гвинејски залив, али је познато да женке из популације северног дела Атлантика одлазе у Саргашко море да би одгајиле младунце. У јужној хемисфери кучина заузима континентали појас, односно у водама Чилеа, Бразила, Јужне Африке, Аустралије и Квиндисленда. Кучине углавном настањују прообалне воде, мада се могу наћи и на дубинама од 1360 м и у океанским котлинама до приморских вода, плићих од једног метра.
Популације кучине на северној и јужној хемисфери су поптуно одвојене, ретко се мешају, а познат је само један примерак који је прешао Атлантски океан, односно 4260 км од Ирске до Канаде. Ова врста подељена је по величини и полу у северном Атлантском океану, а нешто мање по величини у јужном делу Тихог океана. Мужјаци су дупло бројнији од женки у Шпанији, женке су 30% бројније у водама Шкотске, а млађи примерци преовлађују у Бристолском каналу. Примећене су сезонске миграције ове врсте у обе хемисфере.
У западном делу Атлантика већина јединки ове врсте проводи пролеће на великим дубинама континенталног паса Нове Шкотске, а мигрира на север, на удаљености од 500 до 1.000 km како би провели лето у плитким водама Њуфаундланда. У децембру зреле женке мигрирају на југ до 2.000 км у Саргашко море, задржавајући се на дубини од 600 м током дана и 200 м током ноћи.
Сматра се да кучине у источном делу Атлантског океана пролеће и лето проводе у плитким континенталним водама и пливају према северу како би зимовале у дубљим обалним водама. Кучине могу да пређу преко 2300 км, а када једном стигну до свог одредишта они остају у релативно локалном подручју. У јужном делу Тихог океана, кучине се крећу северно у субтропске воде зими и у пролеће, а лети се повлаче на југ.

## Опис
Кучина је веома снажна ајкула вретенастог облика. Има дугу њушку која се сужава на крају, а преко ње се налазе високо калфициране хрскавице. Очи ове врсте су велике и црне без мембрана. Мале носнице у облику латиничног слова С налазе се испред и испод нивоа очију. Уста су велика и доста закривљена, са умерено избоченим чељустима.
Северноатлантске кучине имају од 28 до 29 горњих зуба и 26 до 27 доњих зуба, док иста врста са јужне хемисфере има 30 до 31 зуб на горњој вилици и 27 до 29 зуба на доњој вилици. Сваки зуб је доста заобљен и готово раван на средишњем делу. Ова врста има пет пари шкржних прореза који су дугачки и претходне им прстенаста пераја. Пераја кучине су дугачка и уска. Прво дорзално пераје је велико и високо са заобљеним врхом, а потиче из основе пектокралног пераја. Карлична пераја су много мања од првог леђног пераја. Друго леђно пераје и анално пераје су мања и стоје равноправно једно уз друго на уским подлогама које омогућавају окретање са једне стране на другу. Каудална пераја су велика и облика полу месеца.
Кожа кучине је мека и прекривена ситним дермалнин љускама које дају баршунасту текстуру. Обојеност дорзалног ркива је тамно сиве боје, која се протеже до основе грудних пераја. Доња страна кучине је бела, а одрасли примерци ове врсте често имају мрље по трбуху. Задњи део леђног пераја је светлосив или бео. Кучина може достићи дужину од 3,7 м, мада је типична дужина 2,5 м. Женке кучине су крупније од мушкараца у северном делу Атлантског окана. Кучине на јужној хемисфери су дућине 2 и 2,1 м, а већина њих нису тежи од 135 килограма, док је рекорд примерак од 230 килограма који је ухваћен 1993. године у Шкотској.

## Биологија и екологија
Кучина је брза и енергична, а време проводи подједнако сама и у групама. Њено усправно тело, уска кдаудална пераја и реп облика полумесеца прилагођавају се ефикасном оджавању брзине, а све то такође поседују и туне и неколико других риба. Кучина и лосос су најкрупнији чланови својих породица у односу на дужину и килажу и при томе имају најчвршћи стил пливања; они осцилирају репове држежи своје тела крута што даје пропулзивну снагу са високом енергентском ефикасношћу уз цену манебрабилности. Велика површина шкрга омогућује кучини да јој више кисоника доспе до ткива. Такође, ова врста има аеробне мишиће дуж сваке стране тела, које може да стегне појединачно и независно, што јој даје још већу снагу.
Кучине су једне од ретких риба које показују своје понашање у игри. Ова врста је виђена како се међусобно јури и игра се са било чим што плута на води, гризу природне и вештачке предмете, укључујући балоне које користе риболовци. Велика бела ајкула и кит убица хране се кучином. Познати паразити ове врсте укључују Dinobothrium septaria,  Hepatoxylon trichiuri,  Dinemoura producta, Laminifera doello-juradoi и Pandarus floridanus. Природна годишња смртност за ову врсту је мала, процењује се на 10% за младе јединке и 15% за одрасле јединке мужјака, док је код одраслих женки 20% у северном делу Атлантског океана.
Кучина је активни предатор која једе углавном мале и рибе средње величине, као што су сардине, харинге, Merlucciidae, Channichthyidae, Zeidae, Lumpsucker, костељ, бутор, пљоснатице и мекушце као што су ракови, а храни се и бодљокошцима. У стомаку кучине нађено је ситног камење, пераја и фрагменти смећа. У западном делу Атлантског океана кучине се углавном храна пелагичним рибама и лигњама, а у јесен мањим морским псима, па се чини да је кучина опортунистички предатор без снажне прехрамбене специфичности. Током пролећа и лета у Келтском мору и у водама Нове Шкотске, ова врста се скуља како би се хранила мањим рибама. У потрази са храном ова врста неколико пута плива од дна до површине и ослања се на свој њух. Млади примерци дужине до једног метра углавном се хране криловима и многочекињастим црвима.
Време репродуктивног циклуса кучине је слично на обе хемисфере. Ово сугерише да на њихову репродукцију не утичу значајно температура или дужина дана, можда захваљујући ендотермичког физиологији. Парење се одвоја углавном између септембра и новембра, мада примећена су и женке са свежим ожиљцима од парења и у јануару ван Шетландских острва. Мужјак уједа женке за грудно пераје и бокове док се удвара. Највећа места за парења су код Њуфаундланда и у заливу Мејн. Одрасле женке имају један фукционалан јајник са десне стране и две функционалне материце. Верује се да се размножавају сваке године. Женка рађа обично четири младунаца који деле једну материцу, а у ректим приликама може их родити пет или шест. Период гестрације траје од 8 до 9 месеци.
Као и остале из њене породице, кучина је врло живахна. Током прве половине трудноће, женка овулира велики број сићуђних јајашца углавном упакопаних у капсуле од 7,5 цм. Настали зачетак одржава се преко врећице жуманца и излази из јајне капсуле. У то време ембрион има добро развијене спољне шкрге и црево спиралне заклопке. Када заметак буде дугачак од 4,2 до 9,2 цм он посеже за спољним шкргама, али још не може да се прехрнаи јер недостају средства за отварање јајних капсула. На 20 до 21 цм, заметак изгледа ружичасто јер му недостаје пигмент, осим у очима, а подручја главе и шркга су бочно проширена и желатиозна. На дужини од 34 до 38 цм ембрион добија очњаке и од тада се ослања углавном на жуманце, мада се може хранити и преосталим јајима када пукне капсула. Након тога, своје залихе пребацује из стомака у јетру. Тек рођена кучина је дужине до 58 до 67 цм и не прелази 5 килограма. Десетину тежине чини јетра, мада некад жуманце остане у стомаку и он се преко тога храни све док не научи да лови. Укупна стопа раста емрбиона износи 7 до 8 цм месечно. Рођење се догађа у периоду од априла до септембра, а врхунац је у априлу и мају за севернатлантске врсте кучине, а јун и јул за кучине које настањују воде јужне хемисфере.
У западном делу Атлантског океана рађање се одвија у Саргашком мору, на дубинама од око 500 м. Оба пола расту сличним брзинама до почека сазревања, при чему женке сазревају касније и крупније су од мужјака. У прве четири године живота, годишња стопа раста ове врсте је 16 до 20 цм и слична је на обе хемисфере. Нако тога, кучине Тихог океана почињу да расту спорије од оних из Атлантског океана.
У северном делу Атлантског океана мужјаци сазревају када буду дужине од 1,6 до 1,8 м и старости од 6 до 11 година, а женке када буду 2, до 2,2 м и старости од 12 до 18 година. У југозападном делу Тихог океана мужјаци сазревају када буду дужине од 1,4 до 1,5 м и старости од 8 до 11 година, а женке на дужини од 1,7 до 1,8 и старости од 15 до 18 година. Верује се да је максимални животни век ове врсте од 30 до 40 година на Атлантском океану, али да би могао бити чак до 65 година у јужном делу Тихог океана.

## Контакт са људима
Кучина је врло ретко напала или угрзила пливаче или чамце. Међународни списак о нападима морских паса до 2009. године овој врсти приписује три напада, једног изазавног и ниједног смртност случаја. Током двехиљадедесетих година снимљен су одрасле кучине како прате рониоце који су радили на нафтним платформама.
Верује се да ова врста није предаторски настројена према људима, као и да су доста радознале. Дана 14. маја 2018. године кучина је угризла рибара у Великој Британији док се враћао из риболова. Ова врста ајкуле изузетно је цењена код спортских риболоваца у Ирској, Великој Британији и у Сједињеним Америчким Државама. Међународно удружење за рибу и дивљач води евиденцију о стању кучине у свету.
Кучина је цењена због укусно меса и пераја и доста се ловила. Њено месо се продаје свеже, смрзнуто или осушено и сољено и сврстава се у највредније месо морских паса. Током 1997. и 1998. године велепродајана цена меса ове рибе биле је од 5 до 7 евра за килограма. Највише је тражена у Европи, а такође Сједињене Америчке Државе и Јапан увозе ову врсту. Пераје је најтражније у источној Азији ради прављења супе.
Такође користи се кожа иове врсте, а од ње се прави и јетрено уље и рибље брашно. Међународна трговина са овом врстом није позната јер се велики број трговина не пријави, а многи производи се састоје од мешавине различитих врста. Ова ајкула се најлкаше лови парангалима, али се такође лови и висећим и вучним мрежама и покретним тракама.
Интезивни риболов на овру врсту почео је тридесетих година 20. века када су Норвешка и Данска у мањој мери почеле да шаљу своје бродве у севетноисточно део Атлантског океана. Норвешки годишњи улов постао је са 279 тона 1926. године на 3884 тона 1933. године, а врхунац је био на око 6000 тона 1947. године, након паузе од неколико година због Друго светског рата. Неколико година након тога улов Норвешке је стално опадао, на 1200 до 1900 тона од 1953. до 1960. године, 10 до 40 тона осамдесетих и деведесетих година. Француска и Шпанија почеле су да лове кучине у северноисточном делу Атлантика седамдесетих година. Француски риболовци углавно пецају у Келтском мору, а има ли су пад са 1000 тона седамдесетих година на 300 до 400 тона крајем деведесетих година. Улов шпанских риболоваца је био доста промењив, кретао се до преко 4000 тона годишње. Од 2011. године риболов на ову врсту је незаконит у водама Европске уније, а пловилима регистрованим у ЕУ такође је забрањен риболов на ове врсте у међународним водама. Године 2012. слично ограничење ступило је на снагу и у Норвешкој.
Када се смањио број примерака ове врсте у североисточном делу Атлантског океана, током шездесетих година 20. века норвешка рибарска флота започела је риболов на вову врсту у водама Нове Енглеске и Њуфаундланда. Неколико година касније придружили су им се рибари са Фарских острва. Норвешки годишњи улов порастао је са 1900 тина 1961. године на преко 9000 тина 1965. године. Улов је већим делом извезен у Италију, где је кучина изузетно популарна. Ипак током 1970. године, годишњи улов норвешке флоте је опао испод 1000 тина годишње, а улов рибара са Фарских острва је такоше опао. Пошто је популација десектована, већина рибара је почела да лови друге рибе. Врста се временом опоравила, до 30% пре експлатације. Канада је 1995. године основала Екслузивну економску зону и постала водећа у лову на ову врст у региону. Између 1994. и 1998. године канадска рибарска флота ловила је од 1000 до 2000 тона годишње, што је до 2000. године смањило популацију кучине за 17% од пре експлотације.
Строге мере и забране лова на ову врсту уведене су 2000. године, а предвиђа се да ће се врста оправити тек за неколико деценија због ниске продуктивности. На јужној хемисфери комерцијални риболов на ову врсту није евидентиран. Велики број примерака ове врсте улови се случајно, током лова на туне и сабљарке. Бродови који овде иду у риболов су из Јапана, Уругваја, Аргентине, Јужне Африке и Новог Зеланда. Улов кучине био је на врхунцу 1984. године.
Међународна унија за заштиту природе оценила је да је кучина глобално рањива и угрожена у западном делу Атлантског океана, укључујући и Балтик, као и у источном делу Атлантика и Средоземном мору. Кучина је наведена у Анексу 1 Конвенције УН-а о поморском праву и Анексу 1 о очувању миграционих врста (познат и као Бонска конвенција). Лов на ову врсту забрањен је у Канади, Сједињеним Америчким Државама, Бразилу, Аустралији иЕвропској унији. Иако је Одбор за животње УН-а о међународно трговини угроженим врстама препоручио додатне акције очувања кучиње, ЦИПЕС је одбацио тај предлог 2008. и 2010. године. У марту 2013. године, кучина је наведена у Додатку ЦИТЕС-а ка што омогућава већу регулацију њом у међународној трговини.
У марту 2015. године, Национална служба за морско рибарство наложила је да се сакупе информације о овој врсти према Закону о угроженим врстама. У јуну 2018. године Новозеландско одељење за заштиту клалификовало је ову врсту као неугрожену са фактором опасности од угрожености, према новозеландском систему класификације претњи.
У северном делу Атлантског океана риболов је незаконит у водама Европске уније од 2011. године. Од 1985. па до забране Фарска острва и Норвешка дозволиле су годишњи улов од 200 и 125 тона. Иако су ове квоте биле ниже од утврђених 1982. године оне су и даље константно веће од годишњег улова других риба у региону и нису имале ефекат. Any porbeagle caught in EU or Norwegian waters by accident must be released. Врста је увршћена на црвену листу Норвешке и у њиховим националним водама заштићена је од 2012. године. Свака кучина која се случајно улови у Норвешкој или Европској унији мора бити пуштена. У Средоземном мору ова врста је на ивици изумирања, њен опсег је смањен за воде око Италије. Године 1997. врста је уврштена у Прилог треће Бернеке конвенције о очувању дивљине и природних станишта. Европска унија забрањује пловилима ЕУ риболов, држање, претовар или искрцавање морских паса од јануара 2011. године. У водама Канаде риболов на ову врсту је регулисан Планом управљања рибарством пелагичних морских паса из 1995. године, којим је утврђена годишња квота од 1500 тона лова на ову врсту, а постављена ограничења за рекреативни риболов.